# Silene kudrjaschevii
Silene kudrjaschevii är en nejlikväxtart som beskrevs av Boris Konstantinovich Schischkin. Silene kudrjaschevii ingår i släktet glimmar, och familjen nejlikväxter. Inga underarter finns listade i Catalogue of Life.